# 比利茨凯
比利茨凯（烏克蘭語：Білицьке，發音：[ˈb⁽ʲ⁾iɫɪt͡sʲke] ⓘ），又按俄语名译为别利茨科耶（羅馬化：Belitskoye），是乌克兰東部顿涅茨克州波克羅夫斯克區多布罗皮利亚市镇内的城市。該市位於沃佳納河畔，始建於1909年，面積2.05平方公里，海拔高度188米，2022年人口数量为7,764人，人口密度每平方公里3,787人。

## 图集

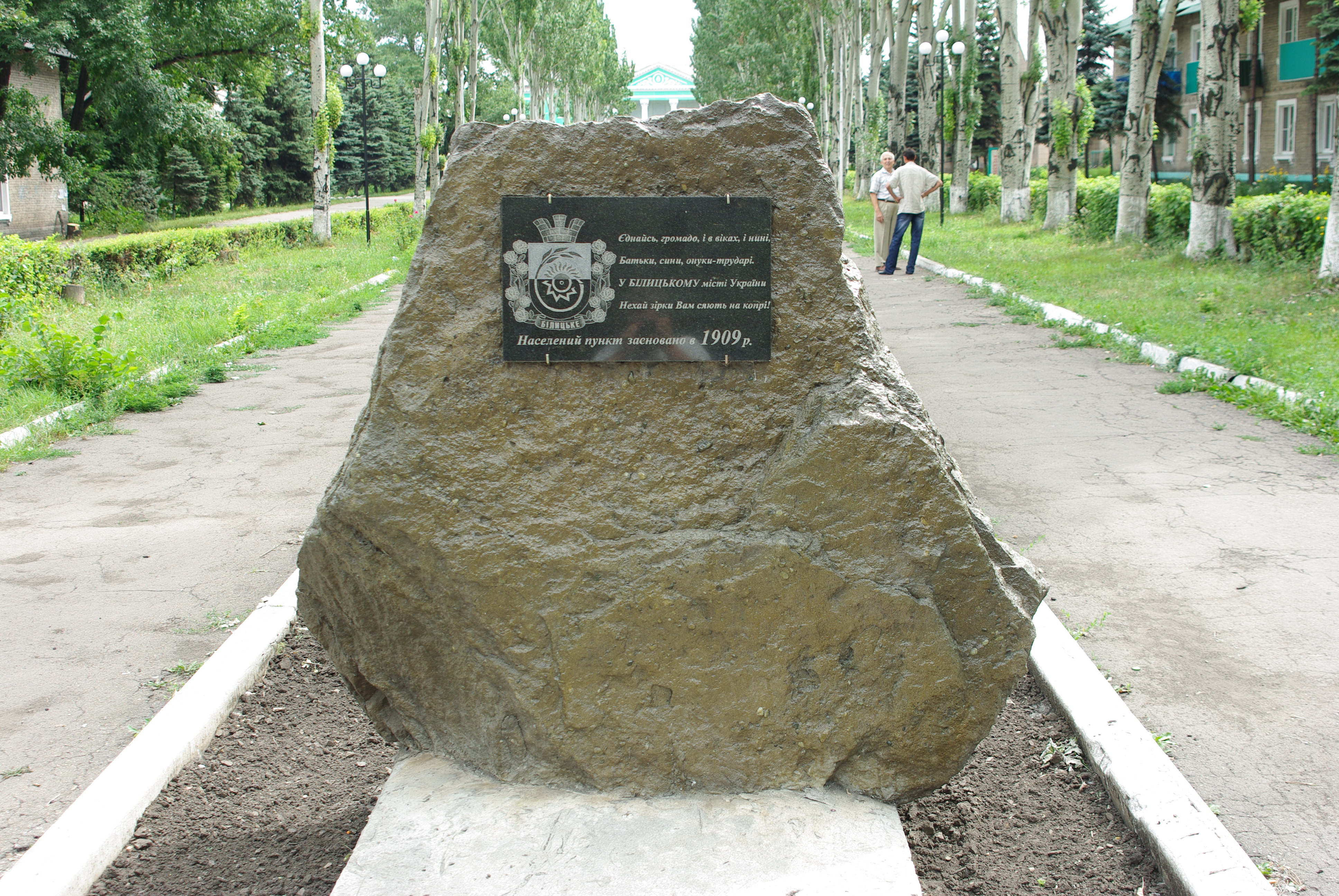